# Blachernae

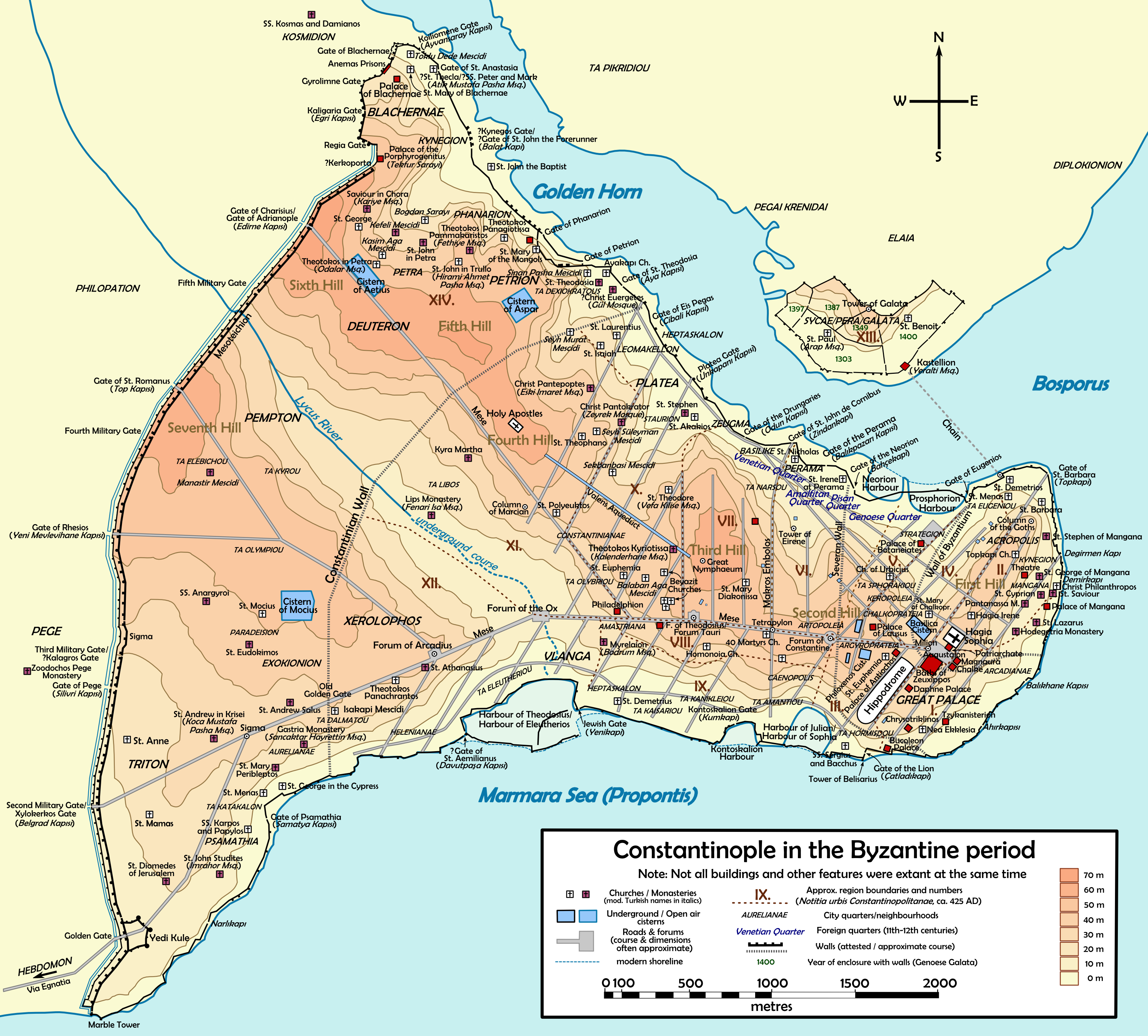
Blachernae, centraal bovenaan

Blachernae was een district van Constantinopel, regio XIV van de Notitia Urbis Constantinopolitanae, vandaag is het de buurt Ayvansaray in Istanbul, Turkije. Vanaf hier, aan de Gouden Hoorn, begon de Muur van Theodosius tot aan de Zee van Marmara.

## Bezienswaardigheden
Er is een heilige bron, Ayazma, en er zijn de ruïnes van het Paleis van Blachernae, het Paleis van de Porphyrogenitus (Tekfur Sarayı) en de Heilige Maria kerk van Blachernae (Meryem Ana Kilisesi).

## Oude kaarten

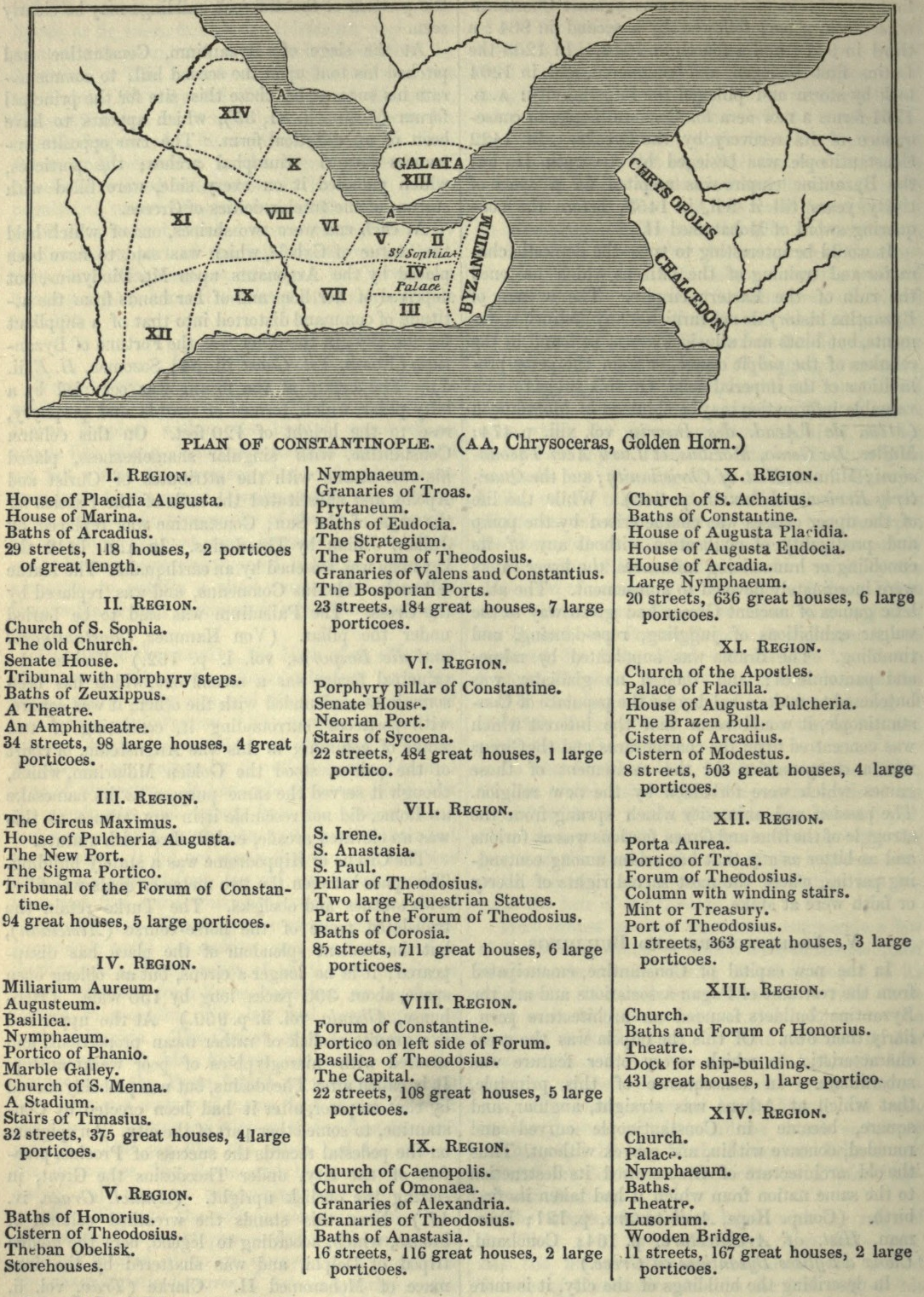
Notitia Urbis Constantinopolitanae
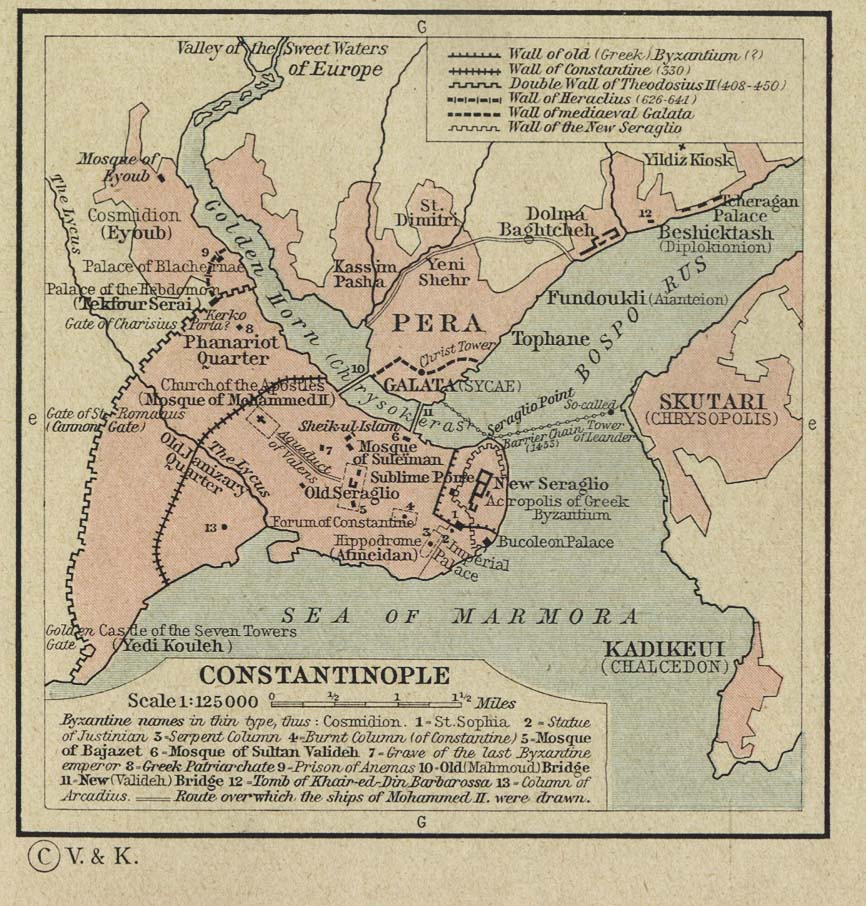
Muren van Constantinopel